# Володя Нейков
Володя Нейков е български дипломат.

## Биография
Володя Нейков е роден на 28 септември 1949 г. в София. Завършва Московския държавен институт за международни отношения, магистър по международни отношения, специалист по страните от Северна Европа (1973).
Владее немски, английски, руски и шведски език.
В Министерството на външните работи на България заема различни длъжности. Последователно е работил като:
- трети секретар и втори секретар в Посолството в Москва (1978 – 1985),
- първи секретар в Посолството в Стокхолм (1987 – 1990),
- съветник и пълномощен министър, временно управляващ посолството в Москва (1992 – 1994),
- управляващ посолството на Република България в Аман (1994 – 1995).[1]

От 15 август 2006 до 2010 г. Володя Нейков е извънреден и пълномощен посланик в Република Южна Африка, акредитиран и за Република Намибия. През 2008 г. става първият български посланик в Лесото. През 2009 г. връчва на Нелсън Мандела орден „Стара планина“ I степен.